# آمریکا، وارمیان-ماسورین ویوودشیپ
امریکا، وارمیان-ماسورین ویوودشیپ (به لاتین: Ameryka, Warmian-Masurian Voivodeship) یک منطقهٔ مسکونی در لهستان است که در Gmina Olsztynek واقع شده‌است.

## خصوصیات
امریکا ۱۰۰ نفر جمعیت دارد.